# Liste der Resolutionen des UN-Sicherheitsrates (2018)
Diese Liste der Resolutionen des UN-Sicherheitsrates nennt die vom Sicherheitsrat der Vereinten Nationen im Jahre 2018 verabschiedeten Resolutionen.
| Nummer | Datum         | Gegenstand | Mission                                                              |
| ------ | ------------- | --- | -------------------------------------------------------------------- |
| 2398   | 30. Januar    | Situation in Zypern (Sicherheitsrat verlängert das Mandat der Friedenstruppe der Vereinten Nationen in Zypern) | UNFICYP                                                              |
| 2399   | 30. Januar    | Die Situation in der Zentralafrikanischen Republik (Verlängerung des Sanktionsregimes gegen die Zentralafrikanische Republik)                                                                                              | MINUSCA                                                              |
| 2400   | 8. Februar    | Situation in Sudan (Mandatsverlängerung der Sachverständigengruppe zur Überwachung des Sanktionsregimes) |                                                                      |
| 2401   | 24. Februar   | Situation in Syrien (Sicherheitsrat verlangt 30-tägige Einstellung der Feindseligkeiten in Syrien, um die Bereitstellung humanitärer Hilfe zu ermöglichen)                                                                 |                                                                      |
| 2402   | 26. Februar   | Situation im Nahen Osten, Sicherheitsrat verlängert Sanktionen gegen Jemen |                                                                      |
| 2403   | 28. Februar   | Festlegung des Wahltermins für eine freigewordene Stelle am Internationalen Gerichtshof auf den 22. Juni |                                                                      |
| 2404   | 28. Februar   | Situation in Guinea-Bissau (Sicherheitsrat verlängert Mandat des Integrierten Büros der Vereinten Nationen für die Friedenskonsolidierung in Guinea-Bissau)                                                                | UNIOGBIS                                                             |
| 2405   | 8. März       | Situation in Afghanistan (Sicherheitsrat verlängert Mandat der Hilfsmission der Vereinten Nationen in Afghanistan und fordert Stärkung der Frauen)                                                                         | UNAMA                                                                |
| 2406   | 15. März      | Berichte des Generalsekretärs über Sudan und Südsudan, Waffenembargo | UNMISS                                                               |
| 2407   | 21. März      | Nichtverbreitung von Kernwaffen (Nordkorea) (Sicherheitsrat verlängert Mandat der Sachverständigengruppe zur Unterstützung des mit der Demokratischen Volksrepublik Korea befassten Sanktionsausschusses)                  |                                                                      |
| 2408   | 27. März      | Situation in Somalia (Sicherheitsrat verlängert Mandat der Hilfsmission der Vereinten Nationen in Somalia bis zum 31. März 2019)                                                                                           | UNSOM                                                                |
| 2409   | 27. März      | Situation in der Demokratischen Republik Kongo (Sicherheitsrat verlängert Mandat der Stabilisierungsmission der Organisation der Vereinten Nationen in der Demokratischen Republik Kongo bis zum 31. März 2019)            | MONUSCO                                                              |
| 2410   | 10. April     | Situation in Haiti (Sicherheitsrat verlängert Mandat der VN-Mission zur Unterstützung der Justiz in Haiti (MINUJUSTH) und verringert Zahl der Polizeieinheiten)                                                            | MINUJUSTH                                                            |
| 2411   | 13. April     | Situation in Sudan und Südsudan (Sicherheitsrat verlängert geändertes Missionsmandat zur Unterstützung der Bemühungen zur Beruhigung der strittigen Grenzregion Abyei)                                                     |                                                                      |
| 2412   | 23. April     | Situation in Sudan und Südsudan (Sicherheitsrat verlängert Missionsmandat von UNISFA bis zum 15. Oktober 2018) | UNISFA                                                               |
| 2413   | 26. April     | Friedenskonsolidierung und Aufrechterhaltung des Friedens (allgemeine Vorschläge des Generalsekretärs) |                                                                      |
| 2414   | 27. April     | Situation in Westsahara (u. a. Sicherheitsrat verlängert Missionsmandat von MINURSO) | MINURSO                                                              |
| 2415   | 15. Mai       | Situation in Somalia (Fortführung von AMISOM durch die Afrikanische Union) | AMISOM                                                               |
| 2416   | 15. Mai       | Berichte des Generalsekretärs über Sudan und Südsudan (Sicherheitsrat verlängert die Mandate der Interims-Sicherheitstruppe der Vereinten Nationen für Abyei)                                                              | UNISFA                                                               |
| 2417   | 24. Mai       | Schutz der Zivilbevölkerung in bewaffneten Konflikten (Sicherheitsrat verurteilt entschieden das Aushungern von Zivilpersonen und die rechtswidrige Verweigerung des humanitären Zugangs als Methode der Kriegführung)     |                                                                      |
| 2418   | 31. Mai       | Berichte des Generalsekretärs über Sudan und Südsudan (Sicherheitsrat beschließt, Sanktionen gegen Amtsträger in Südsudan zu verlängern)                                                                                   | UNISFA                                                               |
| 2419   | 6. Juni       | Wahrung des Weltfriedens und der internationalen Sicherheit (Sicherheitsrat fordert zunehmende Mitwirkung Jugendlicher an der Aushandlung und Durchführung von Friedensabkommen)                                           |                                                                      |
| 2420   | 11. Juni      | Die Situation in Libyen (Sicherheitsrat verlängert einstimmig Ermächtigung zur Überprüfung von Schiffen, die unter dem Verdacht des Verstoßes gegen das Waffenembargo gegen Libyen stehen)                                 |                                                                      |
| 2421   | 14. Juni      | Die Situation betreffend Irak (Sicherheitsrat verlängert einstimmig Mandat der Hilfsmission der Vereinten Nationen für Irak, mit Schwerpunkt auf inklusivem politischem Dialog)                                            | UNAMI                                                                |
| 2422   | 27. Juni      | Fortführung der Internationalen Residualmechanismen für die Ad-hoc-Strafgerichtshöfe (Sicherheitsrat ernennt erneut Serge Brammertz zum Ankläger des Internationalen Residualmechanismus für die Ad-hoc-Strafgerichtshöfe) | Internationaler Residualmechanismus für die Ad-hoc-Strafgerichtshöfe |
| 2423   | 28. Juni      | Die Situation betreffend Mali (Sicherheitsrat verlängert Mandat der Mehrdimensionalen integrierten Stabilisierungsmission der Vereinten Nationen in Mali)                                                                  | MINUSMA                                                              |
| 2424   | 29. Juni      | Situation in der Demokratischen Republik Kongo (Sicherheitsrat verlängert Sanktionen gegen die Demokratische Republik Kongo und Mandat der Sachverständigengruppe)                                                         | MONUSCO                                                              |
| 2425   | 29. Juni      | Berichte des Generalsekretärs über Sudan und Südsudan (Sicherheitsrat verlängert Mandat des Hybriden Einsatzes der Afrikanischen Union und der Vereinten Nationen in Darfur (UNAMID) bis zum 13. Juli 2018)                | UNAMID                                                               |
| 2426   | 29. Juni      | Situation im Nahen Osten (Sicherheitsrat verlängert Mandat der Beobachtertruppe der Vereinten Nationen für die Truppenentflechtung (UNDOF) um einen Zeitraum von sechs Monaten bis zum 31. Dezember 2018)                  | UNDOF                                                                |
| 2427   | 9. Juli       | Kinder und bewaffnete Konflikte |                                                                      |
| 2428   | 13. Juli      | Berichte des Generalsekretärs über Sudan und Südsudan |                                                                      |
| 2429   | 13. Juli      | Berichte des Generalsekretärs über Sudan und Südsudan (Sicherheitsrat verlängert Mandat des Hybriden Einsatzes der Afrikanischen Union und der Vereinten Nationen in Darfur (UNAMID))                                      | UNAMID                                                               |
| 2430   | 26. Juli      | Die Situation in Zypern | UNFICYP                                                              |
| 2431   | 30. Juli      | Die Situation in Somalia | AMISOM                                                               |
| 2432   | 30. August    | Die Situation in Mail | MINUSMA                                                              |
| 2433   | 30. August    | Die Situation im Nahen Osten |                                                                      |
| 2434   | 13. September | Die Situation in Libyen |                                                                      |
| 2435   | 13. September | Gleichlautende Schreiben des/r Ständigen Vertreters/in Kolumbiens bei den Vereinten Nationen vom 19. Januar 2016 an den Generalsekretär und den Präsidenten des Sicherheitsrats                                            | UNMC                                                                 |
| 2436   | 21. September | Friedenssicherungseinsätze der Vereinten Nationen |                                                                      |
| 2437   | 3. Oktober    | Wahrung des Weltfriedens und der internationalen Sicherheit |                                                                      |
| 2439   | 11. Oktober   | Berichte des Generalsekretärs über Sudan und Südsudan |                                                                      |
| 2440   | 30. Oktober   | Frieden und Sicherheit in Afrika |                                                                      |
| 2440   | 30. Oktober   | Die Situation betreffend Westsahara | MINURSO                                                              |
| 2441   | 5. November   | Die Situation in Libyen |                                                                      |
| 2442   | 6. November   | Die Situation in Somalia |                                                                      |
| 2443   | 6. November   | Die Situation in Bosnien und Herzegowina |                                                                      |
| 2444   | 14. November  | Die Situation in Somalia |                                                                      |
| 2445   | 15. November  | Berichte des Generalsekretärs über Sudan und Südsudan | UNISFA                                                               |
| 2446   | 15. November  | Die Situation in der Zentralafrikanischen Republik | MINUSCA                                                              |
| 2447   | 13. Dezember  | Friedenssicherungseinsätze der Vereinten Nationen |                                                                      |
| 2448   | 13. Dezember  | Die Situation in der Zentralafrikanischen Republik | MINUSCA                                                              |
| 2449   | 13. Dezember  | Die Situation im Nahen Osten |                                                                      |
| 2450   | 21. Dezember  | Die Situation im Nahen Osten | UNDOF                                                                |
| 2451   | 21. Dezember  | Die Situation im Nahen Osten | UNMHA                                                                |